# Mezzelfi della Terra di Mezzo

Due dei più celebri mezzelfi, Arwen con il padre Elrond, interpretati rispettivamente da Liv Tyler e Hugo Weaving nell'adattamento cinematografico di Peter Jackson

Nell'universo immaginario fantasy creato dallo scrittore inglese J.R.R. Tolkien per i suoi romanzi, un mezzelfo è un essere nato dall'unione di un Elfo e di un Uomo. Quando giungono all'età adulta devono scegliere se divenire mortali e morire dopo una lunga vita oppure diventare immortali e quindi dei veri e propri Elfi. Tra di loro vi sono Elros (primo re di Númenor, divenuto mortale), il fratello Elrond (araldo di Gil-Galad, Portatore dell'Anello Vilya, divenuto immortale), e i suoi figli gemelli Elladan e Elrohir (di loro si sa solo che furono inseriti nella Grigia Compagnia al fianco dei Dunedain), e la loro sorella Arwen, che divenne mortale e sposò Aragorn, Re di Gondor e Arnor.
Vi è stato anche un caso eccezionale, un elfo che ha scelto di diventare mortale: Lúthien, figlia di Thingol e di Melian la Maia, poi sposa di Beren, un Uomo mortale.
Probabilmente vi è un altro Mezzelfo, di cui ci parla solo una nota pubblicata nei Racconti incompiuti: Galador, colui che originò la stirpe dei Principi di Dol Amroth (Dunedain di Gondor poi imparentatasi con i Sovrintendenti di Gondor e con la Casa di Eorl), nato, insieme alla sorella, dal matrimonio di un nobile Númenoreano del sud (Imrazor) con un'elfa Nandor di Lórien, Mithrellas.
In alcuni scritti più tardi, Tolkien fa intuire che in realtà la mescolanza tra le due razze fosse stata non comune ma nemmeno troppo rara nella Terra di Mezzo (specialmente tra Sindar e Dunedain e soprattutto fra uomini minori, come Haradrim o Esterling, ed elfi Avari nelle regioni orientali e meridionali della Terra di Mezzo); tuttavia, nessuno di essi fu menzionato per nome individualmente né tantomeno ebbe l'opportunità di scegliere l'immortalità (ereditando quindi solo la parte umana per quel che riguarda il ciclo vitale) poiché questa è una caratteristica che Ilúvatar avrebbe concesso solo a personalità focali e importanti per la Storia di Arda.